# Xã Northwest, Quận Williams, Ohio
Xã Northwest (tiếng Anh: Northwest Township) là một xã thuộc quận Williams, tiểu bang Ohio, Hoa Kỳ. Năm 2010, dân số của xã này là 1.236 người.